# 鈴木文三郎
鈴木 文三郎（すずき ぶんざぶろう、1853年1月30日（嘉永5年12月21日）- 1926年（大正15年）11月9日）は、明治から大正期の公吏、実業家、政治家。衆議院議員、岩手県東磐井郡生母村長。

## 経歴
陸奥国磐井郡赤生津村（岩手県岩井郡赤生津村、東磐井郡生母村大字赤生津、前沢町を経て現奥州市前沢生母）で肝入・鈴木兵之助の長男として生まれた。漢学を修めた。1886年（明治19年）3月、家督を相続した。
1873年（明治6年）水沢県地租改正掛勤務となる。1876年（明治9年）2月、磐井県15等出仕となり同年4月まで在任。同年8月、岩手県等外1等出仕となり、同県17等出仕、同10等警部を経て、1879年（明治12年）7月、新潟県9等属に転じ、1880年（明治13年）9月に退官した。
1884年（明治17年）10月、連合村会議員に就任。以後、東磐井郡6ケ村衛生委員、所得税調査委員などに在任。1889年（明治22年）5月、初代生母村長に就任し、1894年（明治27年）3月、村長に再任された。この間、大規模な植林を計画し、村の財政基盤の強化に努めた。1892年（明治25年）4月、岩手県会議員に選出され、3期在任し、同常置委員、同参事会員も務めた。1897年（明治30年）4月、東磐井郡会議員となり、同参事会員にも在任した。
1898年（明治31年）3月、第5回衆議院議員総選挙（岩手県第5区、進歩党）で初当選し、同年8月の第6回総選挙（岩手県第5区、憲政本党）でも再選され、衆議院議員に連続2期在任した。
養蚕を副業として営み、製糸工場を設けて横浜に出荷を行った。その他、岩手県農工銀行監査役、同取締役、同頭取、岩手軽便鉄道監査役、岩手無尽社長などを務めた。

## 岩手県会選挙歴
- 1892年4月当選（1期）[5]
- 1896年4月当選（2期）[5]
- 1897年7月当選（3期）[5]